# Gland, Aisne
Gland là một xã ở tỉnh Aisne, vùng Hauts-de-France thuộc miền bắc nước Pháp.